# アンブロシウス・アウレリアヌス
アンブロシウス・アウレリアヌス（Ambrosius Aurelianus、ウェールズ語：エムリス・ウセディグ, Emrys Wledig, ラテン語：Arthur、アーサー）は5世紀ごろアングロ・サクソン人と戦ったブリトン人の指導者。『ブリタニア列王伝』などの文献に登場する。また、ペンドラゴンとも。学者の中には、アンブロシウス・アウレリアヌスはベイドン山の戦いでも一軍団を率いて戦ったと考える者がいる。また、ラテン語（Arthur、アーサー）とあるようにアーサー王のモデルとなった人物と考える者もいる。9世紀初めに書かれた『ブリトン人の歴史』では英雄とされている。フィクションのアーサー王物語の英雄としても書かれる。また、実在のアーサーたるアンブロシウス・アウレリアヌスは、いわゆるブリトン人の部族的な階層から後述するローマ帝国のキリスト教徒に改宗して、ウェールズの一帯に巨大な集落を有した酋長とされる。現在、ウェールズの一体には遺跡が多数出土していることから王国の国王と言う者もいる。また、黄色の衣を着て紫色の帯を巻いていたことから、（光の王、正しき王、正義の王『英語：light of the king（ウェールズ語：goleuni y brenhin、ラテン語：lux regis）』）と呼ばられた。

## ブリトン人の没落
ギルダスは著書、『ブリトン人の没落』ではほとんど個人名を表記しないのだが、アンブロシウス・アウレリアヌスは例外的に名前が表記されている。特に、5世紀の人物についてはアンブロシウス・アウレリアヌスのみが名前が記載されているのである 。サクソン人の攻撃を生きのびた人々はアンブロシウスの指揮下に集まったと推測されている。彼の両親は皇族だったと思われており、以下のような記述がある。
このギルダスの記述により、アンブロシウスの祖先はローマ貴族であり、さらにはおそらくはローマ帝国の領土のどこからかやってきた、というより現地でローマ化したブリトン人であったと考えられるが、それを証明できる史料はない 。また、ギルダスが戦争において「神の助けで」勝利したと記述している事から 、アンブロシウスはキリスト教徒であったとも考えられている。また、戦争に関して言えば、生き残った人民から武装した軍隊を組織し、初めて侵入者であるサクソン人から勝利を奪った、という。しかし、この勝利は決定的なものではなかった。史書には、「あるときはサクソン人が、あるときは市民（ブリトンの住民）が勝利した」とある。

### ギルダスの記述を巡る議論
上記の記述は、多くの学者にとって議論の対象になった。第1に、ギルダスがアンブロシウスの家族について、「紫色の衣服を着用していた」と記述した点である。可能性は低いが、テオドシウス家（テオドシウス1世などが所属）、あるいはコンスタンティヌス3世 (en:Constantine III (western emperor)) の親戚だったと考えられなくもない。古代ローマ貴族は身分を証明するため、紫の帯とともに服を着ていたからである。そのため紫への言及が、貴族階級出身の根拠となるのかもしれないのである。また、ローマ軍団の上官である司令官（トリブヌス・ミリトゥム）も紫色の帯を着用していた。そのため、アンブロシウスの家族について紫が記述されているのは、軍についてを表している可能性もある。さらに、「紫」は「血」を表す婉曲表現であることが示唆されており、「紫色を着用していた」は苦難にあったことを表現していると解することも可能である。
第2の論点は、「祖先」 (avita) という語の意味である。「avita」は通常の場合は「祖先」を意味するが、ギルダスは特に「祖父」を意味する言葉として使う傾向がある。そうだとすれば、アンブロシウスは世代的にベイドン山の戦い以前の人間と言うことになってしまう。この期間の情報が不足している事から、正確な解答は得られていない。

## ブリトン人の歴史
『ブリトン人の歴史』では、アンブロシウスの伝説について断片的な記述がある。そのうち、もっとも象徴的なものは第40章から42章で語られる「アンブロシウスの要塞」であり、アンブロシウスの他、ヴォーティガーンや2匹の竜が登場する。この伝説は、ジェフリー・オブ・モンマスによる創作を加えた形で『ブリタニア列王史』においても収録されている。こちらでは、アンブロシウスはウェールズで知られていたマーリンの伝説と混同されており、土着のブリトン人が侵入者であるサクソン人・ノルマン人に勝利を治めることを予言させている。そこで、モンマスは「アンブロシウス」の名前をコンスタンティヌス3世の息子にも与えている。そのアンブロシウスには、兄弟にコンスタンティン2世と、ウーゼル・ペンドラゴンがいると言う設定になっている。
『ブリトン人の歴史』において大きな改変があるにもかかわらず、古い伝説がそのまま残っている部分もある。32章では、ヴォーティガーン王が、アンブロシウスを恐れながら統治したという記述がある。さらに、66章ではアンブロシウスとヴィトリヌス (Vitolinus) の間で起こったといわれる戦争のあとにの出来事についていくつかの記述がある。48章の最後の方にヴォーティガーンの息子がアンブロシウスによっていくつかの王国の支配権を与えられたという記述もある。これらの言い伝えが相互に独立したものであるのか、それとも同一のものから生じたのかは明確ではないが、これらの「アンブロシウス」なる人物が別人を指している可能性もある。ただ、『ブリトン人の歴史』における、ヴォーティガーンとアンブロシウスの間に生じたと見られる戦争は、「ヴォーティガーンの12年」（西暦437年）と書かれている。おそらく、ギルダスが言及していた戦争で活躍した「アンブロシウス・アウレリアヌス」より1世代ほど前、という可能性がある。
40章の終わりから42章において、ヴォーティガーンはアンブロシウスに対し、「要塞とブリテンの西側の王国を与えた」ともあり、48章でアンブロシウスは「ブリテンという国の、王の中の王」という表現が使われている。アンブロシウスに対し、いかなる領域で、どの程度の権力があったのかは不明ながら、ブリテンの一部を支配したことはあきらかである。レオン・フリオ (en:Léon Fleuriot) は、西暦480年ごろ、フランスでゴート族と戦ったブリトン人の軍事指導者であるリオタムスとアンブロシウスは同一人物であったのではないかと示唆している。この説によれば、アンブロシウスはブリトン人を率いて戦ったが敗北し、ブルゴーニュ地方 (en:Burgundy (region)) への撤退を余儀なくされ、その後ブリテンに帰還すると今度はサクソン人と戦ったと言うのである。
『ブリトン人の歴史』においてアンブロシウスとヴォーティガーンが対立関係に描かれている事から、歴史学者の中には国内にあった2つの政治的派閥の対立を描いているのではないか。とする見解もある。メイヤー (en:Nowell Myres) の仮説によれば、ブリタニアの地方で活発だったペラギウス主義を代表する人物がヴォーティガーンで、カトリックの代表者がアンブロシウスであったと言われている。後世の歴史家の中にはこの仮説を指示するものがおり、程度こそ異なるものの、5世紀のブリタニアについて詳細な物語を作り出した。一方で、『ブリトン人の歴史』における、ヴォーティガーンの子孫との対立構造のより単純な解釈として、かつてのウェールズにあった国の支配者と対立が残されていたのだとする説もある。この解釈は『ブリトン人の歴史』においてヴォーティガーンについて近親相姦をおこなったなど、彼についての記述がことごとく否定的であることなどが根拠としてあげられる。

## その他の文献
歴史学者・ベーダ・ヴェネラビリスは『イングランド教会史』で、ギルダスによるアンブロシウスについての記述に言及している。だが、ベーダの他の著書では、アンブロシウスの勝利をゼノンの治世下（474年 - 491年）であったと記述している。
アンブロシウス・アウレリアヌスはジェフリー・オブ・モンマスの偽年代記である『ブリタニア列王史』（純粋な史書というより、フィクションも混じっている）にも登場する。こちらでは設定が若干変更され、名前が「アウレリウス・アンブロシウス」となったうえ、コーンウォール王コンスタンティンの息子となっている。『ブリタニア列王史』によれば、コンスタンティンの長男であるコンスタンがヴォーディガーンの扇動によって殺害されたとき、当時若年だった弟であるアンブロシウスとウーゼルはブルターニュへ亡命したのだと言う（ギルダスの『ブリトン人の没落』では、アンブロシウスの家族がサクソン人の侵入によって滅ぼされた、という記述と食い違う）。その後、ヴォーディガーンの権勢が弱まったとき、アンブロシウスとウーゼルの兄弟は大軍を率いて帰還し、ヴォーディガーンを倒し、またマーリンと親交を持ったとされている。
ウェールズにおいて、アンブロシウスはエムリス・ウセディグという名前で登場する。ロベール・ド・ボロンの『メルラン』において、アンブロシウスに相当する人物は単純に「ペンドラゴン」と記載しており、弟のウーゼルは兄であるペンドラゴンの死後、ウーゼル･ペンドラゴンを名乗ると言うことになっている。これはおそらく、ウァースの『ブリュ物語』にある独自の設定と混同があったのだろうと考えられている。ウァースはアンブロシウスに相当する人物のことを単純に「王」 (li roi) と記述し、名前を記載していない。また、速い年代において、何者かがウーゼルの称号として、ウーゼルの兄、「ペンドラゴン」が付けられるのを周知のこととして広めてしまった。
アッペルバウムはウィルトシャーのエイムスバレー (Amesbury) には「アンブロシウス」 (Ambrosius) の名前が残されていると提示し、エイムスバレーは5世紀後半においてアンブロシウスの権勢の支持層であったのではないかと考えている。地名学を研究する学者も、ブリテンにおいてミットランド方言の話される地域の地名でアンブロシウスの名前の要素である「ambre-」が未だ使われているという事実を発見している。たとえば、ウスターシャーには「Ombersley」が、オックスフォードシャーには「Ambrosden」、ヘレフォードシャーにも「Amberley」という地名があり、グロスタシャーには「Amberley」、さらに西サセックスにも「Amberley」という地名が存在している。ある学者によれば、これらの地名は古英語においてアモー (amor) という、森に住む鳥に由来すると主張されている。しかし、ウスターシャーはミットランド方言とは異なる方言地域にあり、このような説から説明は難しいのである。これらの地名の語源をジェフリー・オブ・モンマスの書物における、（おそらくアンブロシウスが埋葬されたという）エイムスバレーにストーンヘンジを建設させた王・アンブロシウス・アウレリアヌスと、鉄器時代の教区における避難所と結び付けて考えるなら、エイムスバレーの影に包まれた事柄とをつなぐ魅力的な見解になるだろう。